# Wish I Was Here
Wish I Was Here è un film del 2014 diretto ed interpretato da Zach Braff.

## Trama
Aidan Bloom è un attore in cerca di lavoro in difficoltà economica ed in una situazione sentimentale complicata.
Quando il padre Gabe scopre il ritorno del cancro annuncia ad Aidan che non può più pagare la retta scolastica dei nipoti per curare la sua malattia.
Non potendosi più permettere la scuola ebraica, Aidan sceglie di istruire i figli in casa piuttosto che mandarli alla scuola pubblica mentre tenterà di rimettere insieme i pezzi della sua vita con l'aiuto di sua moglie, le parole di un rabbino e la visione di se stesso in versione spaceman.

## Produzione
Seguendo la scia del successo di Veronica Mars - Il film, Zach Braff ha cercato fondi per il film sul sito di crowdfunding Kickstarter. La campagna di raccolta fondi viene chiusa il 24 maggio 2013 e sono stati raccolti 3,1 milioni di dollari con la partecipazione di 46.520 persone.
Il budget del film è stato di circa 6 milioni di dollari.
Le riprese iniziano il 5 agosto 2013 e si svolgono a Los Angeles; terminano il 6 settembre.

### Cast
L'attrice Anna Kendrick fu inizialmente scelta per il ruolo di Janine, ma per conflitti di programmazione ha dovuto abbandonare il progetto ed è stata sostituita da Ashley Greene.
Il film rappresenta l'ultima apparizione cinematografica dell'attore James Avery, morto il 31 dicembre 2013.

### Colonna sonora
Wish I Was Here — Music From The Motion Picture:
1. The Shins – So Now What
2. Gary Jules – Broke Window
3. Radical Face – The Mute
4. Hozier – Cherry Wine (Live)
5. Bon Iver – Holocene
6. Badly Drawn Boy – The Shining
7. Jump Little Children – Mexico
8. Cat Power & Coldplay – Wish I Was Here
9. Allie Moss – Wait It Out
10. Paul Simon – The Obvious Child
11. Japanese Wallpaper – Breathe In (feat. Wafia)
12. Bon Iver – Heavenly Father
13. Aaron Embry – Raven's Song
14. The Weepies – Mend
15. The Head & the Heart – No One to Let You Down

## Distribuzione
Il film è stato presentato al Sundance Film Festival il 18 gennaio 2014.
La pellicola è stata distribuita nelle sale cinematografiche statunitensi a partire dal 18 luglio 2014 in numero di copie limitate e dal 25 luglio in tutto il paese.
Fino a settembre 2015 nessuna casa di distribuzione italiana ha acquisito i diritti del film, ed il regista Zach Braff ha espresso il suo malcontento sul suo profilo twitter, esortando il pubblico a farsi sentire per portare il film nelle sale italiane; successivamente è stata aperta una petizione. Arriva in Italia, su Sky, il 3 maggio 2017; successivamente viene distribuito in home video da Koch Media a partire dall'11 maggio 2017.

## Riconoscimenti
- 2014 - Gotham Awards
  - Candidatura per il miglior attore emergente a Joey King